# Russisk filosofi
Russisk filosofi omfatter filosofi, der stammer fra Rusland.
Russisk filosofi dækker således over de forskellige filosofiske traditioner, der har udviklet sig i Rusland og blandt russiske tænkere gennem historien. Russisk filosofi er dybt påvirket af landets unikke kulturelle, historiske og politiske kontekst, hvilket har bidraget til fremkomsten af nogle særlige filosofiske perspektiver.
Den russiske filosofi har for alvor udviklet sig fra det 19. århundrede. Filosofien har haft en vigtig betydning for samfundsudviklingen i Rusland frem til det 21. århundrede.

## Kendetegn
Kernen i russisk filosofi er dybt påvirket af landets historie, kultur og religiøse traditioner. Den russiske filosofi har især 5 særlige kendetegn:
1. Kristen ortodoksi, mysticisme og konservatisme: Den russisk-ortodokse kristendom har haft en afgørende indflydelse på russisk filosofi. Mange russiske filosoffer, herunder Pavel Florensky og Sergei Bulgakov, har udforsket kristen mystik og teologi og har søgt at integrere disse i deres filosofiske tænkning.
2. Filosofisk idealisme: Mange russiske filosoffer i det 19. århundrede udforskede idealisme og metafysiske spørgsmål. Tænkere som Vladimir Solovyov og Nikolai Berdyaev bidrog til russisk filosofisk idealisme og eksperimenterede med begreber som enhed og menneskets åndelige natur.
3. Marxisme og revolution: I det sene 19. og tidlige 20. århundrede blev marxisme en dominerende kraft i russisk filosofi og politik, især med Vladimir Lenin og Leon Trotsky. Marxisme udforskede ideer om social retfærdighed og klassekamp og spillede en afgørende rolle i den russiske revolution i 1917. Under Sovjetæraen blev russisk filosofi underlagt ideologisk kontrol, hvor marxist-leninistisk filosofi blev den officielle doktrin. Mange uafhængige filosofiske stemmer blev undertrykt, men nogle tænkere som Evald Ilyenkov fortsatte med at udforske marxistiske idéer inden for systemets rammer.
4. Eksistentiel og litterær filosofi: Mange russiske forfattere og filosoffer, især i det 19. og 20. århundrede, udforskede eksistentielle temaer og det menneskelige vilkår, som Fjodor Dostojevskij, Lev Shestov og Nikolai Berdyaev.[3]
5. Spirituel filosofi og åndelighed: Rusland har altid haft en udpræget spirituel og åndelig tradition i filosofien[4][5]. Efter Sovjetunionens sammenbrud i 1991 oplevede Rusland en åndelig opblomstring, og filosofi begyndte at udforske spørgsmål om identitet, religion og den russiske åndelige arv.

## Tidlig russisk filosofi
Den tidlige russiske filosofis historie er en kompleks og mangfoldig størrelse, der afspejler landets intellektuelle udvikling gennem århundreder. Russisk filosofisk tænkning er blevet påvirket af en række kulturelle, religiøse og politiske faktorer. Her er nogle nøgleperioder i den tidlige russisk filosofis historie:

### Ortodoks kristen tænkning
Russisk filosofi har dybe rødder i den ortodokse kristendom, der spillede en betydelig rolle i at forme Ruslands åndelige og intellektuelle liv. Tidlige russiske tænkere som helgenerne Cyril og Methodius udformede det kyrilliske alfabet og lagde grundlaget for den russisk-ortodokse kirkes teologi.

### Middelalderen
I middelalderen engagerede russiske filosoffer, ofte forbundet med den monastiske tradition, sig i teologiske og filosofiske diskussioner. En bemærkelsesværdig figur fra denne æra er St. Isaac af Syrien, hvis skrifter udforskede emner som askese og Guds natur.

### Vestlige påvirkninger
I det 17. århundrede begyndte vestlige europæiske ideer at påvirke russisk tænkning gennem kontakter med Vesten. Nogle russiske intellektuelle, som den polyhistoriske Mikhail Lomonosov, adopterede oplysningstidens ideer og søgte at forlige dem med russisk ortodoks teologi.

## Moderne tid

### Slavofilisme og Vesternisme
I det 19. århundrede opstod to betydelige intellektuelle bevægelser i Rusland. Slavofilernes talsmænd argumenterede for den unikke karakter af russisk kultur og den russisk-ortodokse kirke og lagde vægt på traditionalisme og fællesskabsværdier. I modsætning hertil så vesternisterne mod Vesten for inspiration og argumenterede for modernisering og vestlige reformer. Betydningsfulde figurer i disse bevægelser omfatter Ivan Kireevsky (en slavofil) og Alexander Herzen (en vesternist).

### Filosofisk idealisme
Det 19. århundrede så også fremkomsten af russisk filosofisk idealisme med tænkere som Vladimir Solovyov og Nikolai Berdyaev. Solovyov udforskede emner som religiøs filosofi og enheden i al eksistens, mens Berdyaev dykkede ned i eksistentialisme og individets frihed.

### Marxisme og anarkisme
Det sene 19. og tidlige 20. århundrede så fremkomsten af marxisme som en betydelig intellektuel kraft i Rusland. Figurer som Georg Wilhelm Friedrich Hegel og Karl Marx havde en dybtgående indflydelse på russiske marxistiske tænkere, herunder Vladimir Lenin og Leon Trotsky.
Fra 1920’erne til 1980’erne var russisk filosofi domineret af marxismen. I den forbindelse kan nævnes Vladimir Lenin. Han stod for en særlig udformning af marxismen, der kaldes Leninisme. Blandt hans vigtigste været er Staten og revolutionen, der er oversat til dansk. Lenins efterfølger var Josef Stalin, der grundlagde stalinismen. Stalin blev blandt andet mødt med modstand fra Leon Trotskij, der blev grundlægger af trotskismen. En anden vigtig filosof i marxismens fodspor er Evald Ilenkov.
Sovjeteraen bragte betydelige udfordringer for filosofisk tænkning i Rusland. Marxismen-leninismen blev den officielle statsideologi, og mange uafhængige filosofiske stemmer blev undertrykt. Dog lykkedes det nogle filosoffer som Evald Ilyenkov og Merab Mamardashvili at deltage i filosofiske diskussioner inden for rammerne af det sovjetiske system.
Desuden kan nævnes den anarkistiske filosof Mikhail Bakunin. Bankunin gik blandt andet ind for afskaffelse af staten og fuld ligeværd mellem alle, herunder mellem mænd og kvinder. En anden vigtig anarkist var Peter Kropotkin.

### Kristen og konservativ filosofi
Nikolaj Berdjajev gjorde op med kommunismen og den russiske revolution ud fra et kristent, religiøst perspektiv. Han skrev blandt andet Den russiske ide . Ivan Iljin var tilsvarende kristen og protesterede mod den gudløse Sovjetstat. Han blev smidt ud af Sovjetunionen, men hans lig er siden blevet bragt tilbage til Rusland. Han regnes i dag som en meget vigtig nationalkonservativ og kristen filosof. En anden vigtig nationalkonservativ er dog Vladimir Solovjov, der skrev Det godes retfærdiggørelse.
I dag er Aleksandr Dugin en vigtig filosof, der er leder af Eurasia-bevægelsen, som vil genrejse Rusland. Hans såkaldte fjerde filosofi bygger på en kritik af det afkristnede Vesten, og den indebærer en modstand mod globalisme og kapitalisme.

### Liberalisme
Ayn Rand emigrerede til USA og blev fortaler for en radikal liberalisme. Rands filosofi er præget af en stærk modstand mod kommunismen til fordel for en tro på menneskets selviskhed.

### Litterær filosofi
Russisk filosofi har et vist overlap med russisk litteratur. Vigtige forfattere der også regnes som filosoffer er Fjodor Dostojevskij og Lev Tolstoj.
Fjodor Dostojevskij blev født den 11. november 1821 i Moskva, Rusland. Han er kendt for sine store romaner som "Forbrydelse og straf" og "Brødrene Karamazov" og regnes for at være en af de mest betydningsfulde russiske forfattere i det 19. århundrede. Dostojevski beskæftigede sig med tilværelsen og var en vigtig inspiration for den eksistentielle filosofi. Dostojevskij udforskede gentagne gange spørgsmålet om menneskets frie vilje og ansvar. Han troede på, at mennesket havde en fri vilje og derfor var ansvarlig for sine handlinger. Han argumenterede for, at selv under de mest ekstreme forhold kunne mennesker vælge at handle moralsk og opnå forløsning.
Dostojevskij var dybt optaget af spørgsmålet om tro og tvivl. Mange af hans karakterer gennemgår en åndelig krise, hvor de konfronterer spørgsmål om eksistensen af Gud og meningen med livet. Han udforskede ofte ideen om, at troen opstår netop i tvivlen og kampen med tvivlen.
Dostojevskij var interesseret i naturen af det onde og synden. Han troede, at det onde ikke blot var et eksternt fænomen, men også en del af menneskets indre natur. Han udforskede, hvordan mennesker kunne begå onde handlinger, selv når de ønskede at handle godt, og hvordan de kunne finde forløsning fra synden.
Lev Tolstojs filosofi er kompleks og blev udviklet og udforsket gennem hans liv og skrifter. Han gennemgik en personlig åndelig og filosofisk udvikling, der førte ham til at formulere en række centrale ideer og principper. Tolstoj var en stærk tilhænger af kristen anarkisme og pacifisme. Han argumenterede for, at samfundet skulle afvise vold som middel til konfliktløsning og i stedet leve efter principperne om kærlighed, tolerance og ikkevold, som han mente var i overensstemmelse med Jesu lære.
Tolstoj opfordrede til en simpel og asketisk livsstil. Han mente, at materielle besiddelser og forbrug var årsagen til mange menneskelige problemer og konflikter. Han selv levede en beskeden livsstil og forsøgte at udleve enkle værdier. Tolstoj betonede vigtigheden af selvforbedring og selvindsigt. Han mente, at ægte forandring og vækst begynder med en dyb forståelse af ens egen natur og svagheder. Dette førte til hans betoning af selvreflektion og åndeligt arbejde. Tolstoj opfordrede til at tjene andre mennesker og samfundet som en måde at udleve kristen kærlighed på. Han mente, at sandt meningsfuldt liv opnås ved at hjælpe og tjene andre, især de mest trængende.
Tolstoj var kritisk over for statsmagten og institutioner som kirken. Han argumenterede for, at de ofte var korrupte og brugte magt til at undertrykke individets frihed og samvittighed. Han opfordrede til modstand mod uretfærdighed og undertrykkelse.
Mikhail Bahktin var en vigtig litteraturfilosof. Blandt hans vigtige ideer er ideen om at sproglige tegns betydning opstår i et spændingsfelt af de stemmer, som har brugt ordet igennem tiden, og der stadig klinger i ordet. Denne indsigt brugte han til at forstå, hvorledes romaner er opbygget af mange andre stemmer end bare forfatterens. Et fænomen som han kaldte heteroglossia.

### Spirituel filosofi
Russisk filosofi indeholder en særlig spirituel tradition, see har fået stor betydning i Vetsen. Helena Petrovna Blavatsky (1831-1891) var en fremtrædende skikkelse i udviklingen af Teosofi, en åndelig og filosofisk bevægelse, der vandt popularitet i slutningen af det 19. og begyndelsen af det 20. århundrede. Blavatsky troede på universaliteten af åndelige sandheder, og på at alle verdens religioner og åndelige traditioner indeholdt elementer af denne universelle sandhed. Hun argumenterede for, at under overfladens forskelle var der en fælles tråd, der forbandt alle religiøse og åndelige overbevisninger. Blavatsky påstod at besidde og fremme esoterisk eller skjult viden, der ikke var let tilgængelig for den almindelige offentlighed. Hun hævdede, at denne esoteriske visdom kunne findes i gamle tekster, læresætninger og mystiske traditioner og at den indeholdt nøglen til at forstå mysterierne i tilværelsen. Tanken om et universelt broderskab mellem menneskeheden var central for Blavatskys lære. Hun troede, at alle mennesker var forbundet på et åndeligt niveau og at anerkendelse af denne enhed kunne føre til større harmoni, medfølelse og samarbejde mellem individer og nationer.
Pjotr Demjanovitj Uspenskij eller Peter D. Ouspensky (1878-1947) var en russisk filosof og forfatter, der er bedst kendt for sit samarbejde med mystikeren George Gurdjieff. Ouspenskys filosofi er i høj grad sammenflettet med Gurdjieffs ideer og undervisning, og han er primært kendt for sine skrifter om Gurdjieffs åndelige system kendt som den "Fjerde Vej." Central for Ouspenskys filosofi er ideen om, at almindelig menneskelig bevidsthed er begrænset og sovende. Han troede, at de fleste mennesker går gennem livet i en tilstand af mekanisk levevis, reagerende på eksterne stimuli uden ægte bevidsthed. Ouspensky og Gurdjieff underviste, at det er muligt at vågne op til en højere bevidstheds- og erkendelsestilstand gennem indre arbejde og selvobservation. Ouspensky og Gurdjieff udviklede begrebet den "Fjerde Vej" som en alternativ vej til åndelig opvågning. De argumenterede for, at der var tre traditionelle veje til åndelig udvikling: Fakirens Vej (fysisk disciplin), Munkenes Vej (religiøs hengivenhed) og Yogiens Vej (mental disciplin). Den Fjerde Vej blev præsenteret som en mere afbalanceret og integreret sti, der kunne følges midt i almindeligt liv. Ouspensky udforskede begrebet tid og ideen om evig tilbagevenden, som antyder, at begivenheder i universet gentager sig i cyklusser. Han argumenterede for, at individer kan undslippe cyklussen af mekanisk eksistens ved at vågne op til højere bevidsthedstilstande.

### Feminisme
Den russiske Feminisme har en lang historie, der går tilbage til den marxistiske feminisme. En af de tidligste feministiske filosoffer var Alexandra Mikhailovna Kollontai. Hun mente, at kvindekamp også måtte være klassekamp.

## I Danmark
Russisk filosofi har haft en vis betydning i Danmark, især inden for de akademiske kredse, hvor interessen for russisk kultur og intellektuel arv har ført til studiet af russisk filosofi.
Oversættelser af værker af russiske filosoffer som Fjodor Dostojevskij, Lev Tolstoj, og andre er blevet udgivet på dansk, hvilket har gjort russisk filosofi mere tilgængelig for danske læsere og forskere. Russisk filosofi er ofte tæt forbundet med russisk litteratur, og danske læsere og forskere har vist interesse for russiske forfattere som Dostojevskij og Tolstoj, hvis værker udforsker dybe filosofiske spørgsmål.